# Josep Maria Puig i Torralva
Pour les articles homonymes, voir Josep Puig et Puig.
Josep Maria Puig i Torralva, né à Valence en 1854 et mort à Valence en 1911, est un écrivain valencien de la Renaixença, disciple de Constantí Llombart.
Il se détache des courants dominants de la Renaixença valencienne, en écrivant uniquement en valencien et en associant à ses écrits des revendications d'ordre politique pour le valencianisme. Il est membre de Lo Rat Penat et de l'Oronella, et membre fondateur de València Nova en 1904, qui marque le début du valencianisme politique. 
Il est maître en gai savoir lors des Jeux floraux et préside en 1893 la section de littérature des jeux.

## Œuvres
- Lliris i carts (1899)
- Poesies Valencianes (1899)